# آن وگنر
آن وگنر (به انگلیسی: Ann Wagner) نمایندهٔ حوزه انتخابیه دوم میزوری از حزب جمهوری‌خواه ایالات متحده آمریکا در مجلس نمایندگان ایالات متحده آمریکا است که برای نخستین‌بار در ۶ ژانویه ۲۰۱۳ میلادی به‌عضویت این مجلس درآمد.